# ダニエル・ケリー (格闘家)
ダニエル・ケリー（Daniel  Kelly、1977年6月25日 - ）は、オーストラリアの男性総合格闘家、柔道家。ビクトリア州メルボルン出身。レジリアンス・トレーニング・センター所属。ダン・ケリーとも表記される。

## 来歴

### 柔道
7歳で柔道を始め、13歳の時にオーストラリア選手権に初出場。その後国内の大会で9度オーストラリア王者に輝き、オリンピックに4度出場した。オーストラリアの柔道チームでオリンピックに4度出場したのはケリーただ1人である。
2000年、シドニーオリンピック81kg級で9位。
2004年、アテネオリンピック90kg級で7位。
2008年、北京オリンピック90kg級で21位。
2012年、ロンドンオリンピック100kg級で17位。

### 総合格闘技
2006年に総合格闘技プロデビュー。柔道に専念する為に約6年間総合格闘技から離れる。
2012年12月12日に復帰し、判定勝ちを収める。

### TUF
2013年、リアリティ番組「The Ultimate Fighter」のThe Ultimate Fighter Nationsに参加。カイル・ノーク率いるチーム・オーストラリアに所属。一回戦でシェルドンウェストコット対戦し、肩固めで一本負け。一回戦敗退となった。

### UFC
2014年11月8日、UFC初参戦となったUFC Fight Night: Rockhold vs. Bispingでルーク・ザフリッチと対戦し、キムラロックで一本勝ち。
2015年5月10日、UFC Fight Night: Miocic vs. Huntでサム・アルビーと対戦し、TKO負け。キャリア初黒星となった。
2017年6月11日、UFC Fight Night: Lewis vs. Huntでミドル級ランキング8位のデレク・ブランソンと対戦し、KO負けを喫した。

## 戦績
| 総合格闘技 戦績 | 総合格闘技 戦績 | 総合格闘技 戦績 | 総合格闘技 戦績 | 総合格闘技 戦績 | 総合格闘技 戦績 | 総合格闘技 戦績 |
| --------------- | --------------- | --------------- | --------------- | --------------- | --------------- | --------------- |
| 16 試合         | (T)KO           | 一本            | 判定            | その他          | 引き分け        | 無効試合        |
| 13 勝           | 3               | 5               | 5               | 0               | 0               | 0               |
| 3 敗            | 2               | 0               | 1               | 0               | 0               | 0               |

| 勝敗 | 対戦相手                           | 試合結果                           | 大会名                                 | 開催年月日     |
| ×    | トム・ブリーズ                     | 1R 3:33 TKO（左アッパー→パウンド） | UFC Fight Night: Thompson vs. Till     | 2018年5月27日  |
| ×    | イライアス・テオドロウ             | 5分3R終了 判定0-3                  | UFC Fight Night: Werdum vs. Tybura     | 2017年11月19日 |
| ×    | デレク・ブランソン                 | 1R 1:16 KO（左ストレート）         | UFC Fight Night: Lewis vs. Hunt        | 2017年6月11日  |
| ○    | ラシャド・エヴァンス               | 5分3R終了 判定2-1                  | UFC 209: Woodley vs. Thompson 2        | 2017年3月4日   |
| ○    | クリス・カモージー                 | 5分3R終了 判定3-0                  | UFC Fight Night: Whittaker vs. Brunson | 2016年11月26日 |
| ○    | アントニオ・カルロス・ジュニオール | 3R 1:36 TKO（パウンド）            | UFC Fight Night: Hunt vs. Mir          | 2016年3月19日  |
| ○    | スティーブ・モンゴメリー           | 5分3R終了 判定3-0                  | UFC 193: Rousey vs. Holm               | 2015年11月14日 |
| ×    | サム・アルビー                     | 1R 0:49 TKO（スタンドパンチ連打）  | UFC Fight Night: Miocic vs. Hunt       | 2015年5月10日  |
| ○    | パトリック・ウォルシュ             | 5分3R終了 判定3-0                  | UFC Fight Night: Henderson vs. Thatch  | 2015年2月14日  |
| ○    | ルーク・ザフリッチ                 | 1R 4:27 キムラロック               | UFC Fight Night: Rockhold vs. Bisping  | 2014年11月7日  |
| ○    | ベン・ケレハー                     | 2R 3:41 リアネイキッドチョーク     | Australian Fighting Championship 9     | 2014年5月17日  |
| ○    | ボロ・ブラトフ                     | 2R 1:42 KO（）                     | Australian Fighting Championship 6     | 2013年8月24日  |
| ○    | ダニエル・ウェイ                   | 1R 腕ひしぎ十字固め                | Shamrock Events: Night of Mayhem 7     | 2013年6月22日  |
| ○    | クリス・バーチ                     | 1R 3:36 リアネイキッドチョーク     | Australian Fighting Championship 5     | 2013年5月10日  |
| ○    | キム・ロビンソン                   | 1R 1:17 リアネイキッドチョーク     | MMA Down Under 3                       | 2013年3月16日  |
| ○    | ファビオ・ガレブ                   | 5分3R終了 判定3-0                  | Australian Fighting Championship 4     | 2012年12月7日  |
| ○    | ロス・ダロー                       | 2R TKO（場外）                     | Dojo KO: Second Elimination            | 2006年7月22    |

## 表彰
- ブラジリアン柔術 黒帯
- 柔道 黒帯四段